# وون کره شمالی
وون کره شمالی (به انگلیسی: North Korean won) (به زبان بومی: 조선민주주의인민공화국 원) با کد ایزوی KPW، یکای پول رایج در کشور کره شمالی است. مسئولیت کنترل این یکای پول برعهدهٔ بانک کره شمالی قرار دارد.